# أيزو/أي إي سي 24744
ISO/IEC 24744 هندسة البرمجيات — نموذج لتطوير المنهجيات هي معيار للمنظمة الدولية للمعايير لنمذجة هندسة البرمجيات لتطوير المنهجيات. تعرف نموذج لتطوير المنهجيات (البرمجيات) ويمكن إنشاء مثيل لها.
بمعنى آخر، توفر ISO/IEC 24744 كلمات متفق عليها (مفردات)، بالإضافة غلى المعاني المقابلة لها (دلالات خاصة)، والتي يمكن استخدامها لوصف المنهجيات المستخدمة لتطوير الأجهزة والبرمجيات وغيرها من المنتجات.
من وجهة نظر فنية، ترتكز ISO/IEC 24744 على طرق هندسية وتنفصل عن النمذجة الصارمة من قبل مجموعة غدارة الكائن، وتستخدم في المقابل إضافة طريقة الكائنات التوجيهية والتي تتضمن أنماط powertype وclabjects.

## وصلات خارجية
- ISO/IEC 24744 صفحة الأيزو في الكاتالوج